# Дюссельдорф (станция)
Дюссельдорфский вокзал (нем. Düsseldorf Hauptbahnhof) — главный железнодорожный вокзал в городе Дюссельдорфе — столице федеральной земли Северный Рейн-Вестфалия.

## Общая характеристика
Здание вокзала расположено на юго-восточной границе центральной части города, между привокзальными площадями Конрад-Аденауэр-Плац (Konrad-Adenauer-Platz, площадь Конрада Аденауэра) и Берта-фон-Зутнер-Плац (Bertha-von-Suttner-Platz, площадь Берты фон Зутнер).
Дюссельдорфский вокзал является одной из важнейших железнодорожных станций Северного Рейна-Вестфалии и Германии. Ежедневно вокзал отправляет 250 000 пассажиров. Вместе с вокзалами Гамбурга, Мюнхена, Франкфурта-на-Майне, Берлина, Кёльна и Ганновера дюссельдорфский вокзал относится к наиболее посещаемым вокзалам ФРГ. Согласно немецкой системе классификации, вокзал Дюссельдорфа относится к категории 1, входя, таким образом, в число важнейших вокзалов Германии (всего их 21).
С 12 февраля 1985 года дюссельдорфский вокзал находится под охраной государства как памятник технической архитектуры. Он состоит из трёх этажей. Верхний служит перроном для пассажирских поездов дальнего следования, межрегионального и пригородного сообщений. Средний этаж выполняет функции коридоров и помещений, обслуживающих вокзал, место массового пассажиропотока. Нижний (подземный) этаж является перроном для метротрамов.

## История

### Вокзалы-предшественники
До строительства главного железнодорожного вокзала, ему предшествовали три вокзала, принадлежавших различным железнодорожным компаниям, построенных в разных частях города.
- Бергиш-Меркишский вокзал (Bergisch-Märkischen Bahnhof), построенный в 1838 году Дюссельдорф-Эльберфельдской железнодорожной компанией. Его привокзальной площадью являлась современная площадь Граф-Адольф-Плац (Graf-Adolf-Platz, площадь Графа Адольфа). Этот вокзал считался сквозным и пассажиры могли следовать через него из Эльберфельда (ныне район Вупперталя) до вокзала Рейнкни (ныне вокзала нет, он располагался он на территории современной Медиа-Гавани Дюссельдорфа). После строительства капитального моста через Рейн в Хамме в 1870 году, транзитные поезда пошли через Рейнкни в Нойс и Мёнхенгладбах. В самом начале XX века Бергиш-Меркишский вокзал был снесён за ненадобностью.

Из истории Бергиш-Меркишского вокзала
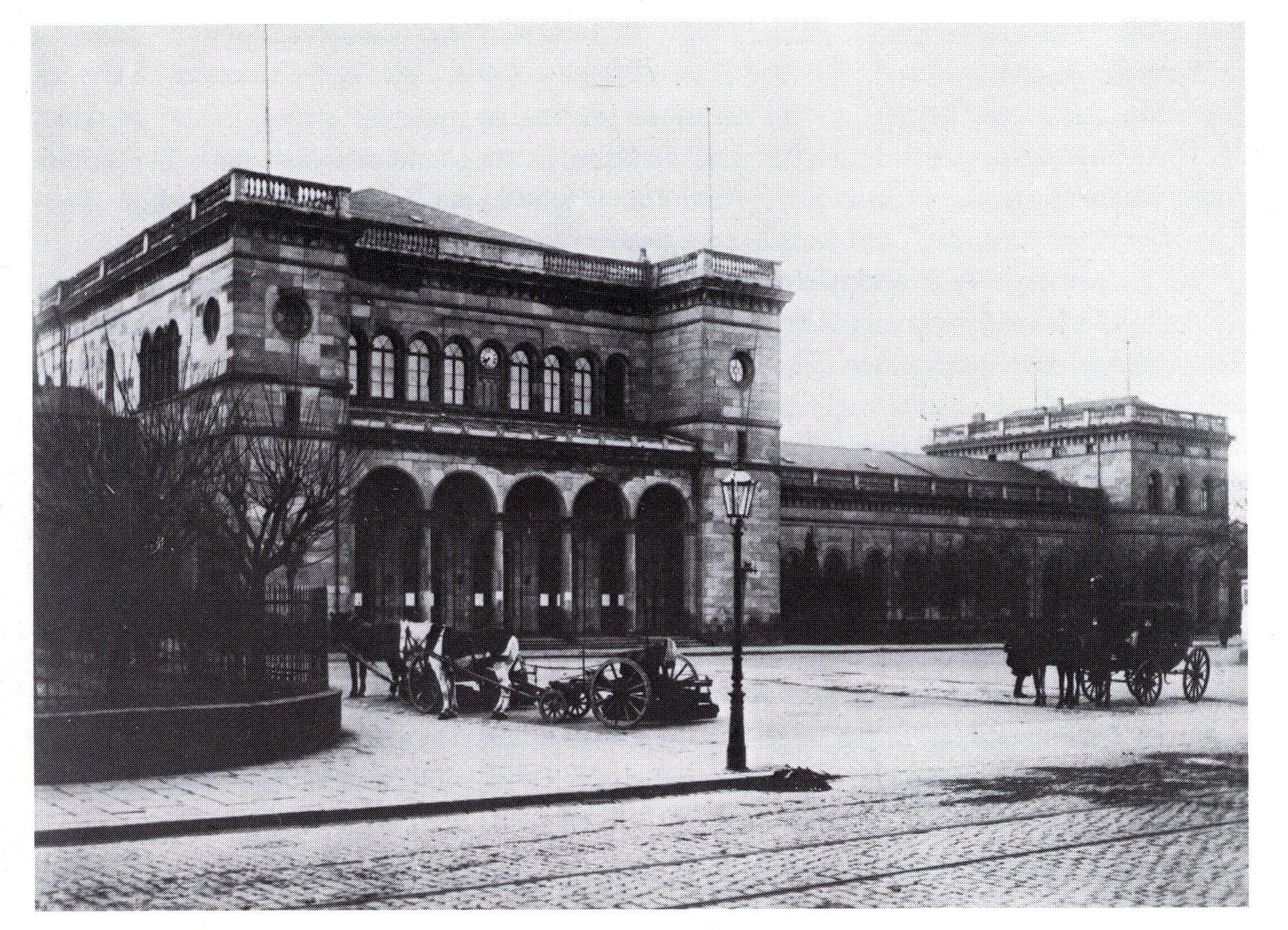
Девяностые годы XIX века.
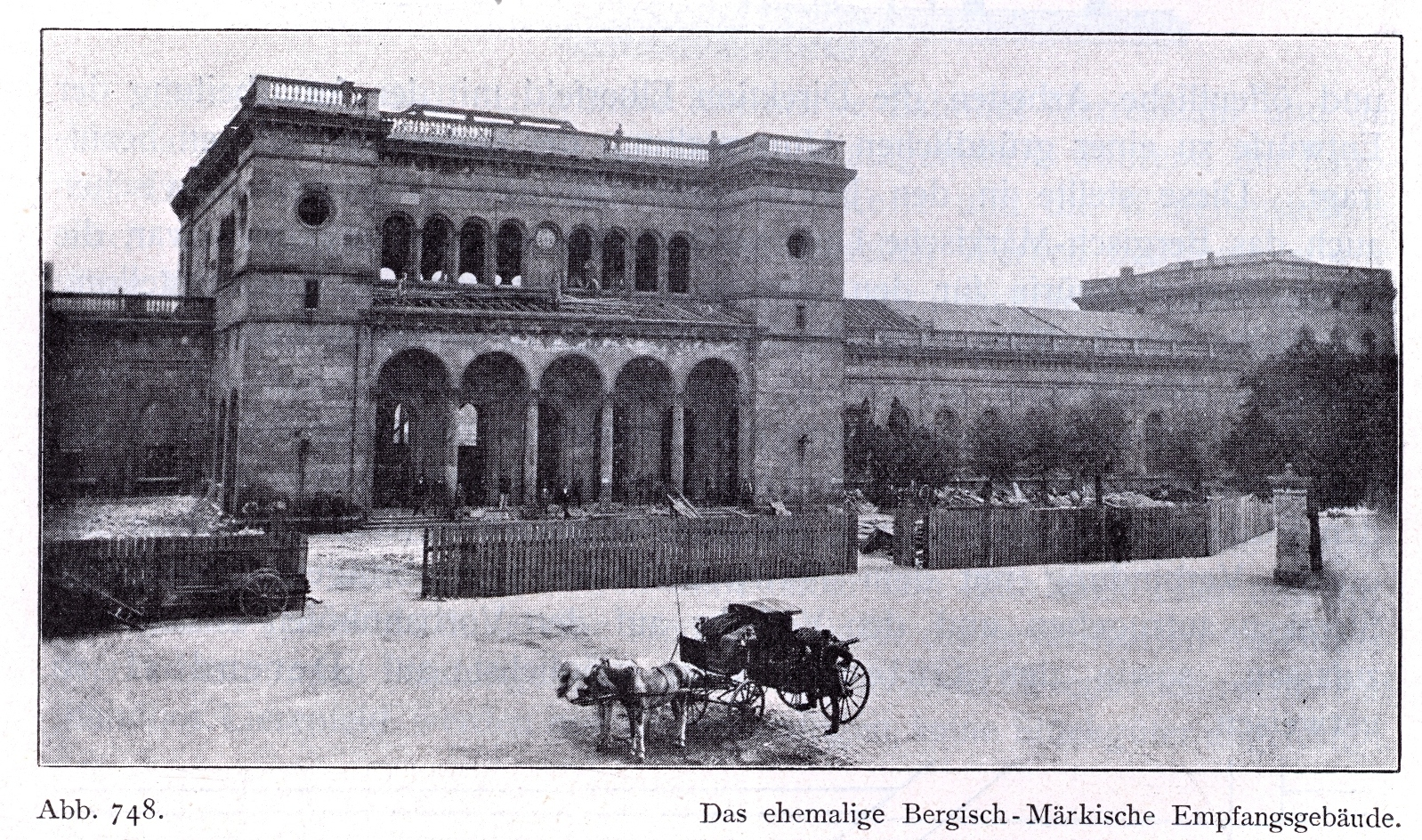
Снос вокзала в начале XX века.
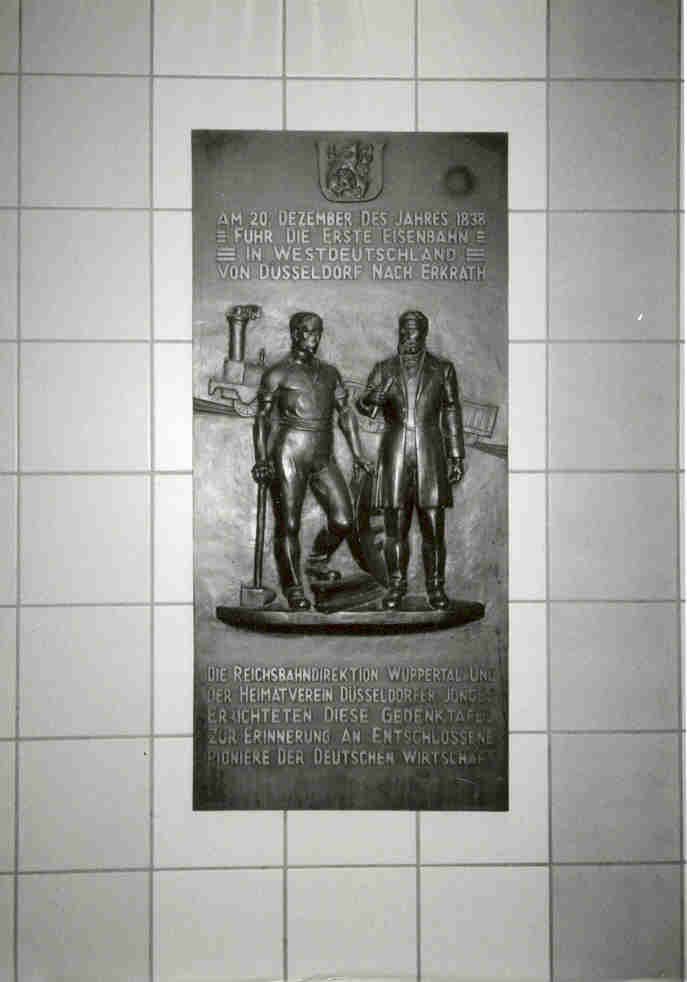
Памятная доска на современном вокзале.

- Кёльн-Минденский вокзал (Köln-Mindener Bahnhof), построенный в 1845 году Кёльн-Минденской железнодорожной компанией. Он располагался в непосредственной близости от Бергиш-Меркишского вокзала, к юго-востоку от него и был тупиковым. Основная линия железной дороги Кёльн-Минден проходила в стороне. Из-за данного неудобства впоследствии и этот вокзал был снесен.
- Рейнский вокзал (Rheinischen Bahnhof), построенный в 1877 году Рейнской железнодорожной компанией в Пемпельфорте на окончании одного из участков железной дороги Тройсдорф — Мюльхайм-Шпельдорф. Через два года здесь было закончено строительство железнодорожной линии Дюссельдорф — Меттман — Вупперталь — Дортмунд.

Два первых вокзала, построенных внутри расширяющего свои границы города, мешали строительству нового городского района Фридрихштадт. Последующая конкуренция частных акционерных ж. д. компаний внутри Дюссельдофа, широкое пространство, занятое рельсами под их практическим параллельными путями и недовольство города привело к тому, что в течение 1879—1892 годах прусское государство национализировало эти компании и встал вопрос о строительство единого центрального вокзала.

### Старый центральный вокзал (1891)

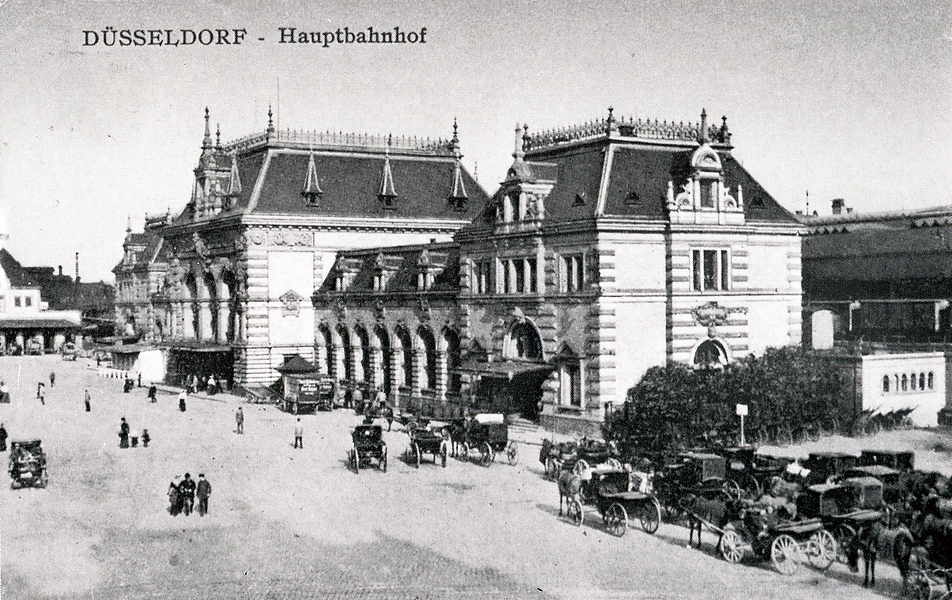
Дюссельдорфский вокзал в 1900 году

Торжественное открытие центрального вокзала состоялось 1 октября 1891 года. Однако, по прошествии всего трёх десятков лет этот вокзал уже не справлялся с резко возросшим пассажиропотоком и перестал соответствовать вкусу эпохи, что вновь обусловило необходимость строительства нового вокзала.

### Новый вокзал (1936)

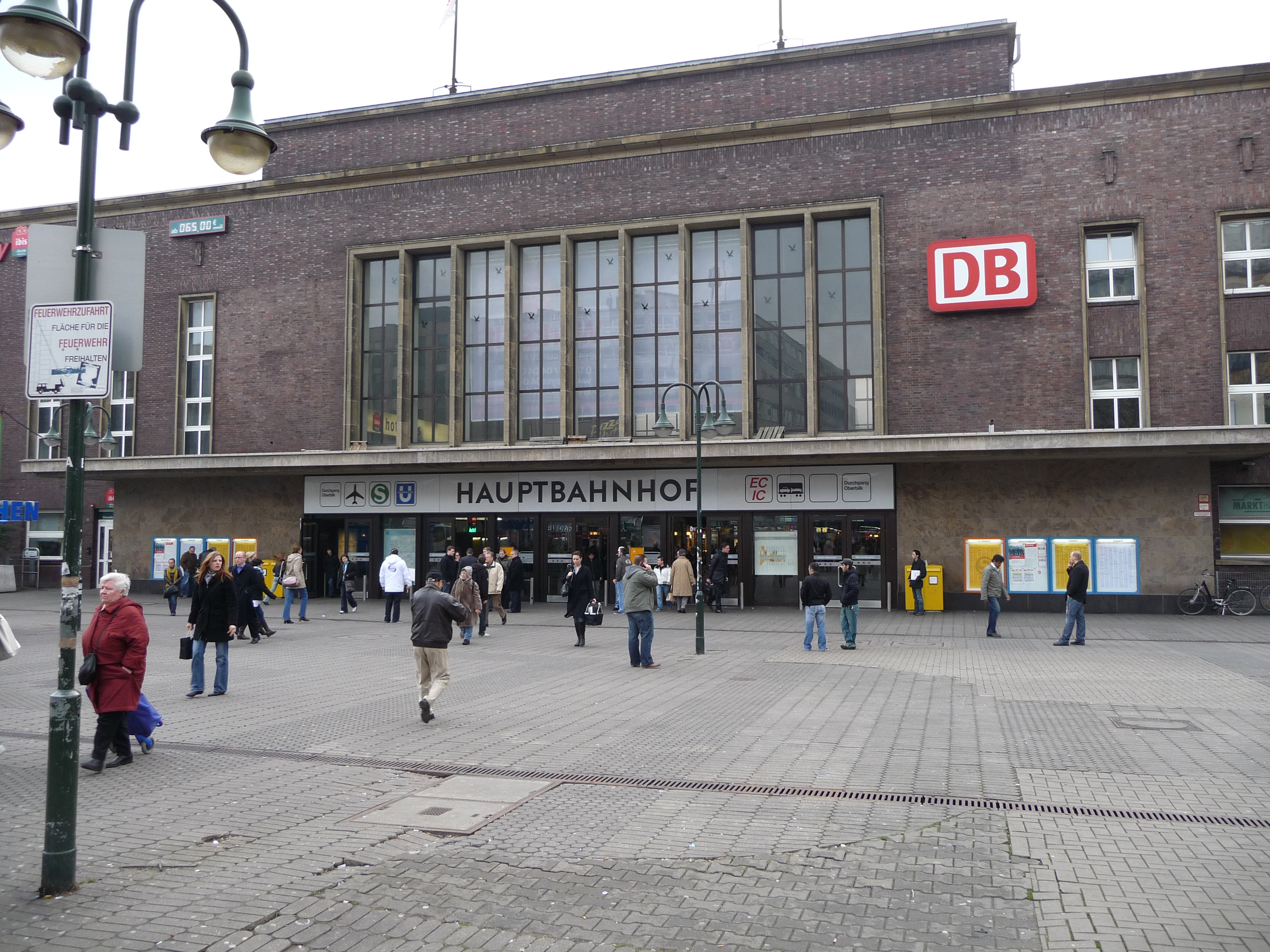
Новое здание вокзала, построенное в 1932-1936 гг.

В ноябре 1930 года на суд общественности были вынесены 8 архитектурных проектов нового вокзала, разработанных различными архитектурными бюро в конце 20-х годов. Победил проект архитекторов Крюгера и Эдуарда Бене из Вупперталя. В 1932-36 годах здание вокзала было выстроено в стиле архитектурного модернизма и его направления «нового объективизма». Данный стиль подвергался гонениям в нацистской Германии как «дегенеративный», поэтому архитекторы, а вместе с ними и директор имперской железной дороги в Вуппертале, где они служили, потеряли работу. Характерной особенностью сооружения являются монолитные стены, сложенные из пустотелого обожжённого кирпича с разделительные элементами, выполненными из природного камня. Над зданием возвышается величественная башня для часов, которая одновременно служила в те годы водонапорной башней для заправки паровозов.
Во время многочисленных бомбардировок британской авиации в ходе второй мировой войны здание вокзала было сильно повреждено и восстановительные работы продолжались до 1959 года.

### Перестройка (1980—1985)
Двадцать лет спустя, в связи с прокладкой дюссельдорфского туннеля для первого городского метротрама и запуском в эксплуатацию новой пригородной электрички «Хаген — Мёнхенгладбах», было принято решение о проведении масштабной реконструкции всего вокзального комплекса. Кроме того, закрытие сталеплавильного завода, располагавшегося на восточной стороне вокзала, создало возможность открыть второй выход с вокзала в сторону Обербилька. Реконструкция вокзала началась в 1979 году и продолжалась почти десять лет. Последние работы по прокладке туннеля для метротрама под вокзалом были завершены 16 декабря 1985 года. После приведения в порядок и испытаний инфраструктуры туннеля и отделки его станций, движение по участку метротрама между Альтштадтом и главным вокзалом было торжественно открыто 7 мая 1988 года. Полное завершение реконструкции праздновалось 29 мая 1988 года, когда началось движение пригородных электропоездов S8 и S11.

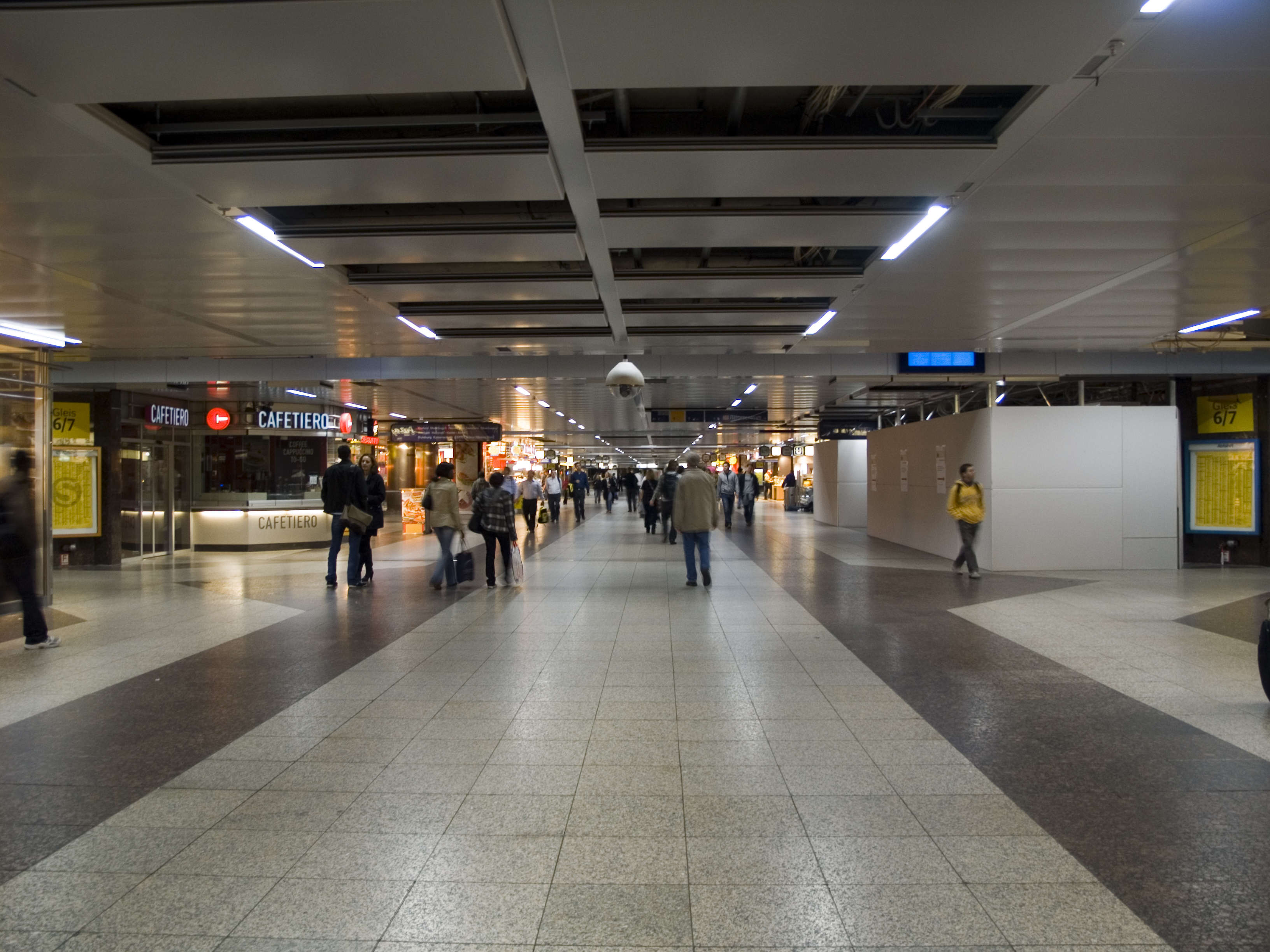
Главный холл вокзала в ночное время

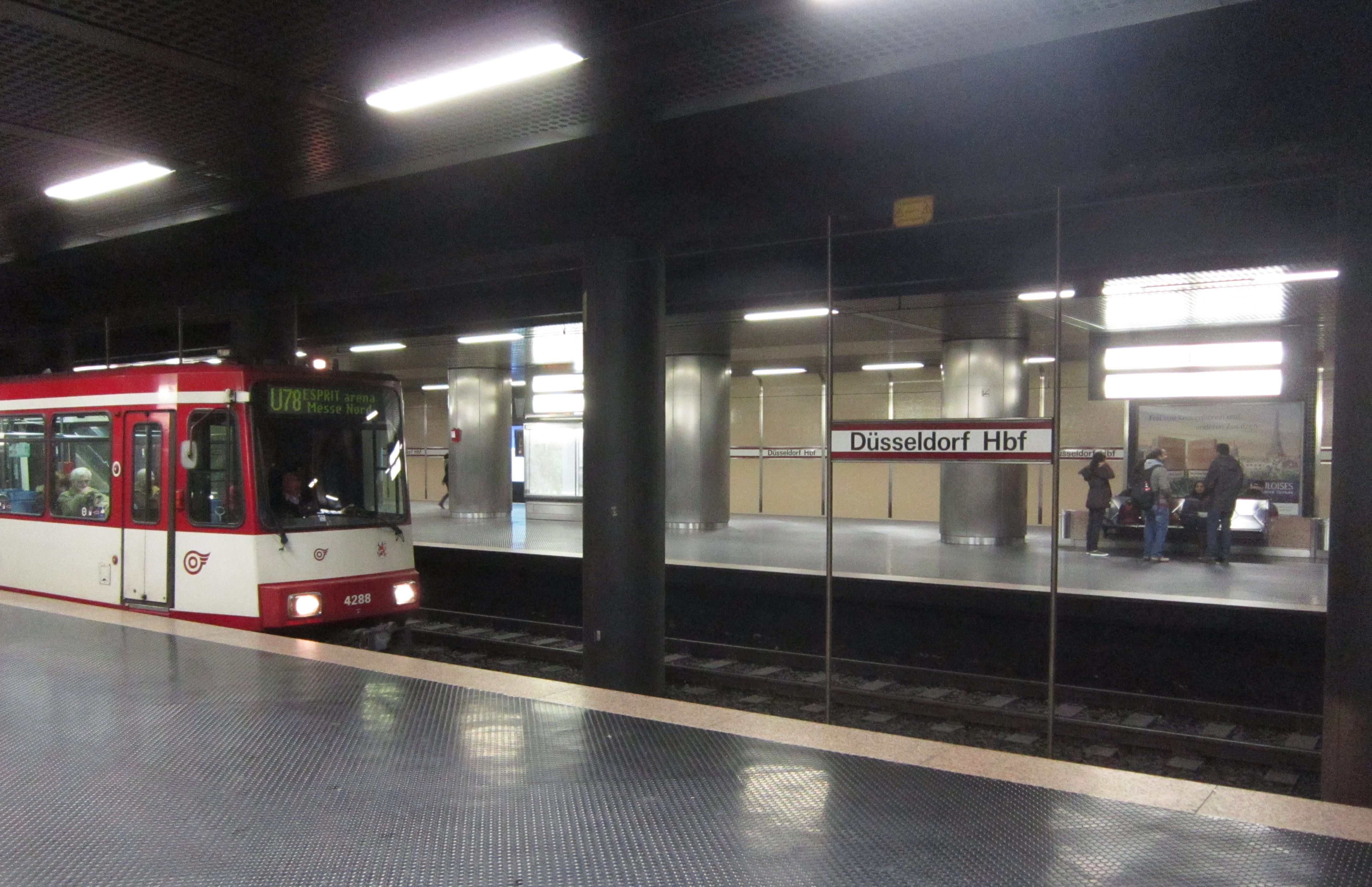
Станция скоростного трамвая «Düsseldorf Hauptbahnhof»

## Движение поездов по станции Дюссельдорф

### Распределение поездов по путям вокзала
| Путь  | Линия              | Направление                                                                           |
| ----- | ------------------ | ------------------------------------------------------------------------------------- |
| 1-3   | -                  | Не используются пассажирами (не имеют платформ)                                       |
| 4     | RE 4 RE 13         | Вупперталь, Ахен, Венло                                                               |
| 4     | RE 6 RE 10         | Минден, Крефельд, Клеве                                                               |
| 5     | RE 10              | Крефельд, Клеве                                                                       |
| 6     | RB 38              | Гревенброх, Керпен, Кёльн                                                             |
| 7     | RE 4 RE 13         | Ахен, Вупперталь                                                                      |
| 8     | -                  | Транзитный путь (без платформы)                                                       |
| 9/10  | RE 2 RE 3 RE 6 S68 | Дуйсбург, Мюнстер, Хамм, Минден, Лангенфельд                                          |
| 11    | S1 S6 S68          | Кёльн, Золинген                                                                       |
| 12    | S8 S11 S28         | Нойс, Мёнхенгладбах, Кёльн, Карст                                                     |
| 13    | S8 S11 S28         | Вупперталь, Дюссельдорф (аэропорт), Меттман                                           |
| 14    | S1 RE 6 S68        | Дуйсбург, Дортмунд, Эссен                                                             |
| 15/16 | RE 1 RE 5          | Дуйсбург, Кёльн                                                                       |
| 17/18 | RE 1 RE 5          | Кёльн, Дуйсбург                                                                       |
| 19/20 | -                  | Резервный (например, при отправке групп болельщиков при проведении футбольных матчей) |

### ICиICE
| Линия  | Маршрут |
| ------ | --- |
| ICE 10 | Берлин (Восточный вокзал) — Ганновер — Билефельд — Хамм — Дортмунд — Бохум — Эссен — Дуйсбург — Аэропорт (Дюссельдорф) — Дюссельдорф — Кёльн–Мессе/Дойц — Кёльн — Аэропорт «Кёльн-Бонн»                               |
| ICE 31 | Киль — Гамбург — Бремен — Оснабрюк — Мюнстер — Дортмунд — Дюссельдорф — Кёльн — Бонн — Кобленц — Майнц — Франкфурт-на-Майне — Вюрцбург — Нюрнберг — Мангейм — Карлсруэ — Оффенбург — Фрайбург — Базель                |
| ICE 41 | Хамм — Дортмунд — Бохум — Эссен — Дуйсбург — Дюссельдорф — Кёльн–Мессе/Дойц — Кёльн — Франкфурт-на-Майне — Вюрцбург — Нюрнберг — Мюнхен                                                                               |
| ICE 42 | Дортмунд — Бохум — Эссен — Дуйсбург — Дюссельдорф — Кёльн — Франкфурт-на-Майне — Мангейм — Штутгарт — Мюнхен |
| ICE 78 | Амстердам — Оберхаузен — Дуйсбург — Дюссельдорф — Кёльн–Мессе/Дойц — Кёльн — Франкфурт-на-Майне — Мангейм — Оффенбург — Базель                                                                                        |
| ICE 80 | Париж (Северный вокзал) — Брюссель — Льеж — Ахен — Кёльн — Дюссельдорф — Дуйсбург — Эссен |
| ICE 91 | Дортмунд — Бохум — Эссен — Дуйсбург — Дюссельдорф — Кёльн — Бонн — Кобленц — Майнц — Франкфурт-на-Майне — Вюрцбург — Нюрнберг — Регенсбург — Пассау — Линц                                                            |
| IC 30  | Вестерланд — Гамбург — Мюнстер — Дортмунд — Бохум — Эссен — Дуйсбург — Дюссельдорф — Кёльн — Кобленц — Мангейм — Штутгарт — Фрайбург                                                                                  |
| IC 32  | Берлин — Ганновер — Билефельд — Дортмунд — Бохум — Эссен — Мюльхайм-на-Руре — Дуйсбург — Дюссельдорф — Кёльн — Кобленц — Мангейм — Штутгарт — Мюнхен                                                                  |
| IC 35  | Эмден — Лер — Мюнстер — Реклингхаузен — Ванне-Айкель — Гельзенкирхен — Оберхаузен — Дуйсбург — Аэропорт (Дюссельдорф) — Дюссельдорф — Кёльн — Кобленц — Мангейм — Оффенбург — Констанц — Файхинген-на-Энце — Штутгарт |
| IC 51  | Бинц — Берлин — Галле — Эрфурт — Кассель — Дортмунд — Эссен — Дуйсбургg — Аэропорт (Дюссельдорф) — Дюссельдорф — Кёльн                                                                                                |

### RE,RBиS-Bahn

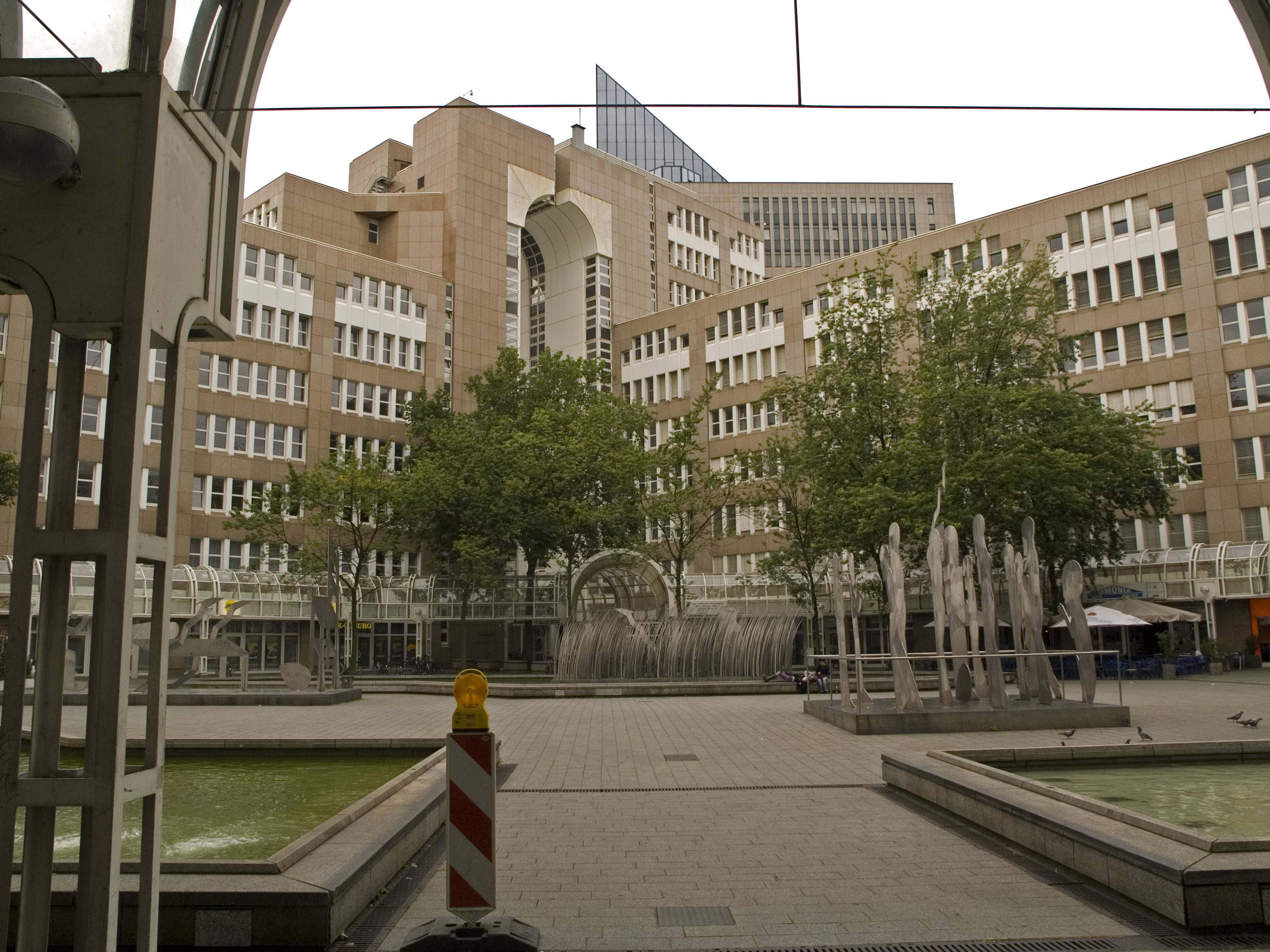
Выход из вокзала на площадь Bertha-von-Suttner-Platz

| Линия | Название              | Маршрут |
| ----- | --------------------- | --- |
| RE 1  | NRW-Express           | Падерборн — Зост — Хамм — Дортмунд — Бохум — Эссен — Мюльхайм-на-Руре — Дуйсбург — Аэропорт (Дюссельдорф) — Дюссельдорф — Кёльн–Мессе/Дойц — Кёльн — Ахен |
| RE 2  | Rhein-Haard-Express   | Мюнстер — Реклингхаузен — Ванне-Айкель — Гельзенкирхен — Эссен — Мюльхайм-на-Руре — Дуйсбург — Аэропорт (Дюссельдорф) — Дюссельдорф                       |
| RE 3  | Rhein-Emscher-Express | Хамм — Камен — Дортмунд — Кастроп-Рауксель — Херне — Ванне-Айкель — Гельзенкирхен — Оберхаузен — Дуйсбург — Аэропорт (Дюссельдорф) — Дюссельдорф          |
| RE 4  | Wupper-Express        | Ахен — Мёнхенгладбах — Нойс — Дюссельдорф — Вупперталь — Швельм — Хаген —Виттен —Дортмунд                                                                 |
| RE 5  | Rhein-Express         | Эммерих-на-Рейне — Везель — Динслакен — Оберхаузен — Дуйсбург — Аэропорт (Дюссельдорф) — Дюссельдорф — Кёльн–Мессе/Дойц — Кёльн — Бонн — Кобленц          |
| RE 6  | Westfalen-Express     | Минден — Билефельд — Хамм — Дортмунд — Бохум — Эссен — Мюльхайм-на-Руре — Дуйсбург — Аэропорт (Дюссельдорф) — Дюссельдорф                                 |
| RE 10 | Niers-Express         | Дюссельдорф — Крефельд — Кемпен — Гельдерн — Клеве |
| RE 13 | Maas-Wupper-Express   | Венло — Фирзен — Мёнхенгладбах — Нойс — Дюссельдорф — Вупперталь — Хаген — Хамм                                                                           |
| RB 35 | Der Weseler           | Эммерих-на-Рейне — Везель — Динслакен — Оберхаузен — Дуйсбург — Аэропорт (Дюссельдорф) — Дюссельдорф — Кёльн                                              |
| RB 38 | Erftbahn              | Кёльн–Мессе/Дойц — Кёльн — Бедбург — Гревенброх — Нойс — Дюссельдорф                                                                                      |
| S1    | S-Bahn Rhein-Ruhr     | Дортмунд — Бохум — Эссен — Мюльхайм-на-Руре — Дуйсбург — Аэропорт (Дюссельдорф) — Дюссельдорф — Хильден — Золинген                                        |
| S6    | S-Bahn Rhein-Ruhr     | Эссен — Ратинген — Дюссельдорф — Лангенфельд — Кёльн–Мессе/Дойц — Кёльн                                                                                   |
| S8    | S-Bahn Rhein-Ruhr     | Хаген — Вупперталь — Вупперталь-Вохвинкель — Дюссельдорф — Нойс — Мёнхенгладбах                                                                           |
| S11   | S-Bahn Rhein-Ruhr     | Аэропорт Дюссельдорф — Дюссельдорф — Нойс — Кёльн-Ниппес — Кёльн–Мессе/Дойц — Кёльн — Бергиш-Гладбах                                                      |
| S28   | S-Bahn Rhein-Ruhr     | Меттман — Дюссельдорф — Нойс — Каарстер Зее |
| S68   | S-Bahn Rhein-Ruhr     | Вупперталь-Фовинкель — Дюссельдорф — Лангенфельд |